# Le Cabinet du docteur Ferron
Pour plus de détails, voir Fiche technique et Distribution.
Le Cabinet du docteur Ferron est un film documentaire de Jean-Daniel Lafond produit en 2003.

## Synopsis
Jacques Ferron, médecin mais aussi écrivain québécois, a marqué par son œuvre et par son engagement social au cœur des grands changements qu’a connus le Québec. Il est au centre de ce documentaire de Jean-Daniel Lafond. Sorte de pèlerinage dans les pas et dans les mots de l’auteur, le créateur cinématographique part à la rencontre du créateur littéraire.

## Fiche technique
- Titre : Le Cabinet du docteur Ferron
- Réalisation : Jean-Daniel Lafond
- Scénario et recherches : Jean-Daniel Lafond
- Recherches : Babalou Hamelin et Jean-Daniel Lafond
- Musique : Susie Arioli Swing Band et Anouar Brahem
- Photographie : Michel La Veaux et  Alberto Feio
- Montage : Babalou Hamelin
- Montage sonore : Martin Pinsonnault
- Son : Richard Lavoie et Jean-Denis Daoust
- Production : Yves Bisaillon
- Société de production : Office national du film du Canada
- Pays :  Canada
- Genre : Documentaire
- Durée : 82 minutes
- Dates de sortie : 
  -  Canada : 1er septembre 2003 (Festival de cinéma de la ville de Québec)